# カード (食品)

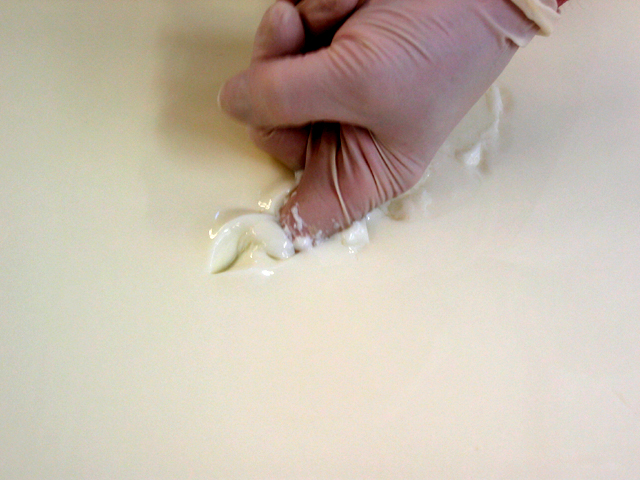
チェダーチーズのカードの凝固テスト

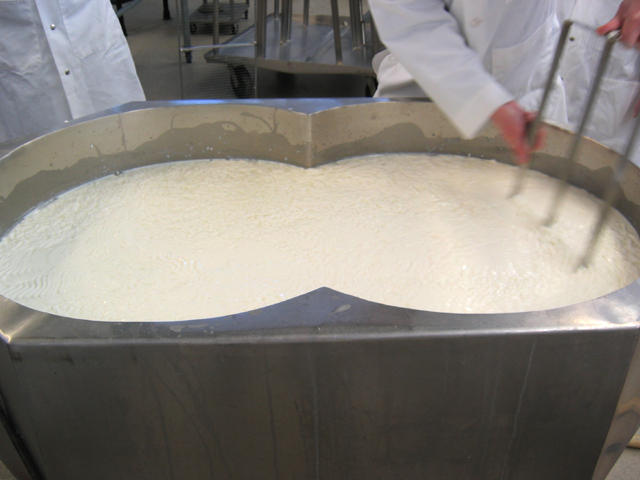
固まった後のチェダーチーズカードの切断

カード（凝乳(ぎょうにゅう)、英語: curd）は、牛乳などの乳をレンネットや菌や酸などで凝固させた物のこと。 乳のpHが酸性に傾くと乳タンパク質 (カゼイン) が絡み合って固体の塊であるカードが形成される。カードの製造はチーズ製造の最初のステップである。カードは、多様なスタイルのチーズに合わせてさまざまに圧搾や水切りされる。種類によっては材料を追加したり(カビなど)熟成したりして完成する。排出された液体はホエイ(乳清)という。
乳以外のタンパク質を凝固させた食品、例えば豆腐も、（ソイ）ビーンカード（soy bean curd、大豆のカード）と呼ばれることがある。
インドやスリランカなど南アジアの旧英国植民地では、むしろヨーグルトの意味で用いられることが多い（インド英語のカードについては、ダヒを参照）。

## カードを使った食品
- 乳、バターミルク（バターを製造する際に生じた脂肪粒以外の部分をいう。以下に同じ。）クリームまたはこれらを混合したもののほとんど全て又は一部たんぱく質を酵素その他の凝固剤により凝固させた凝乳(カード)から乳清の一部を除去したもの又はこれらを熟成したものをナチュラルチーズと呼ぶ。ナチュラルチーズを粉砕し、加熱溶融し、乳化したものをプロセスチーズと呼ぶ[2]。
- 牛乳豆腐、乳を凝固させ乳清を除去したりしなかったりする日本の食品。
- 生姜牛乳プリン、乳を生姜の酵素で固めた広東省のデザート。